# 西奈病毒属
西奈病毒属（学名：Sinaivirus）为西奈卤病毒科的一个属。

## 下属物种
本属包括以下物种：
- 西奈湖病毒1型 Lake Sinai virus 1
- 西奈湖病毒2型 Lake Sinai virus 2